# تانک متوسط

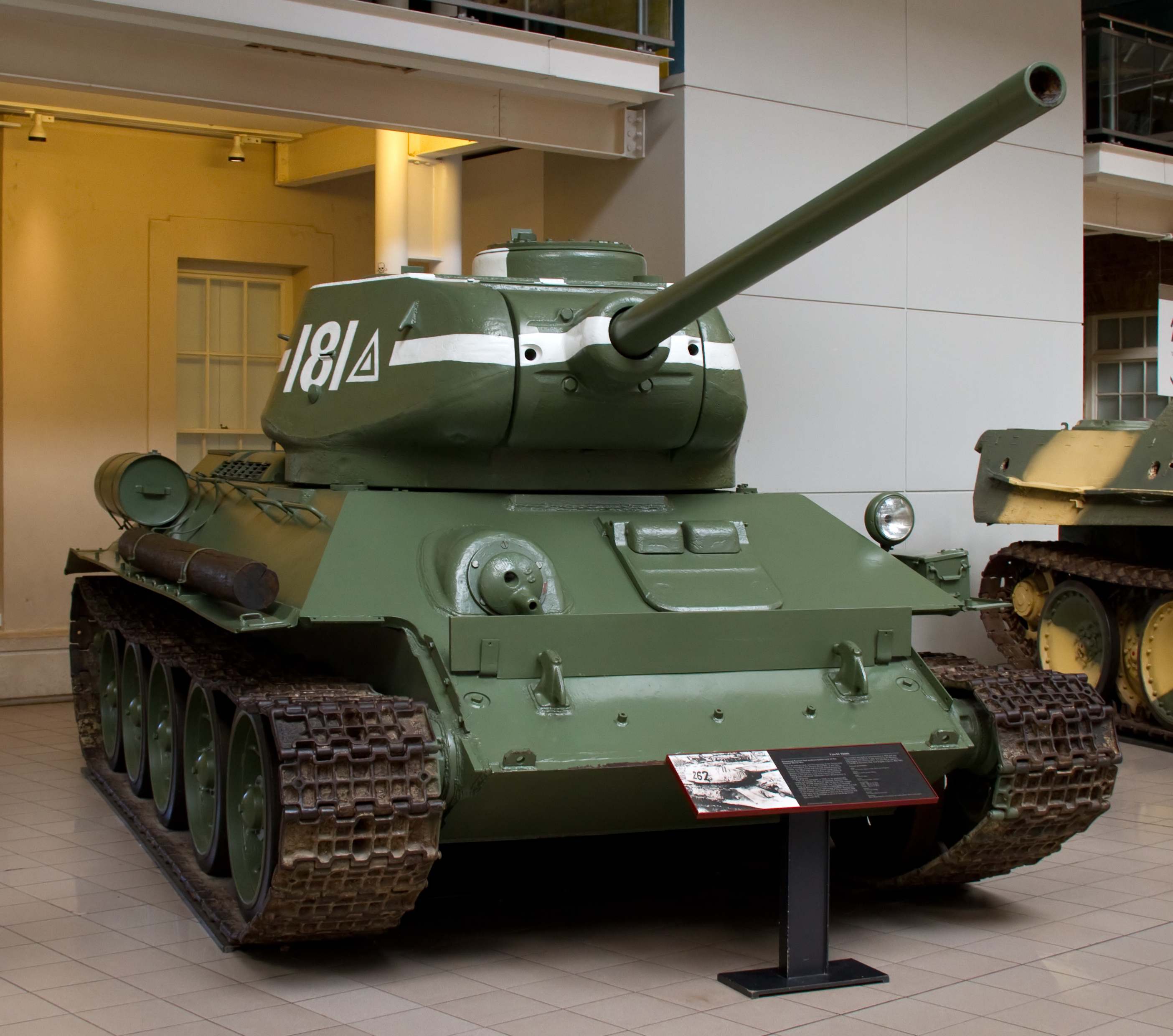
تانک متوسط تی-۳۴ شوروی

تانک متوسط نوعی از طبقه‌بندی تانک‌ها است، به‌ویژه در طول جنگ جهانی دوم که نشان‌دهنده سازش بین تانک‌های سبک تحرک‌گرا و تانک‌های سنگین زرهی و تسلیحاتی است. طبقه‌بندی یک تانک متوسط در واقع بر اساس وزن نیست، بلکه بر اساس استفاده تاکتیکی و هدف مورد نظر است. تولید گسترده‌ترین، مقرون‌به‌صرفه‌ترین و موفق‌ترین تانک‌های جنگ جهانی دوم (پنزر ۴ آلمان، تی-۳۴ شوروی و ام۴ شرمن آمریکایی) همگی طرح‌های تانک متوسط بودند. بسیاری از خطوط تانک متوسط تبدیل به تانک‌های اصلی نبرد در اکثر کشورها شدند.

## تاریخ
اولین تانک‌هایی که نام «متوسط» را یدک می‌کشیدند در جنگ جهانی اول با نام تانک متوسط بریتانیایی Mark A Whippet ظاهر شدند. این تانک کوچکتر، سبکتر و سریعتر از تانکهای سنگین انگلیسی آن زمان بود و فقط مسلسل حمل می‌کرد.
تانک متوسط در دوره بین دو جنگ مورد استفاده قرار گرفت. وجود آن تانک فوق سنگین و تانک سنگین ماندگار شد. و به تدریج به تانک اصلی جنگ تبدیل شد.
تانک‌های متوسط دوره بین‌جنگ شامل تانک‌های بریتانیایی Vickers Medium Mark II و T-28 چند برجکی شوروی بود. در دوره منتهی به جنگ جهانی دوم، انگلیسی‌ها به‌عنوان فلسفه جدید «تانک رزمناو» و «تانک پیاده‌نظام» که تانک‌ها را بر اساس نقش تعریف می‌کرد تا اندازه، استفاده از اصطلاح متوسط را برای تانک‌های خود متوقف کردند.

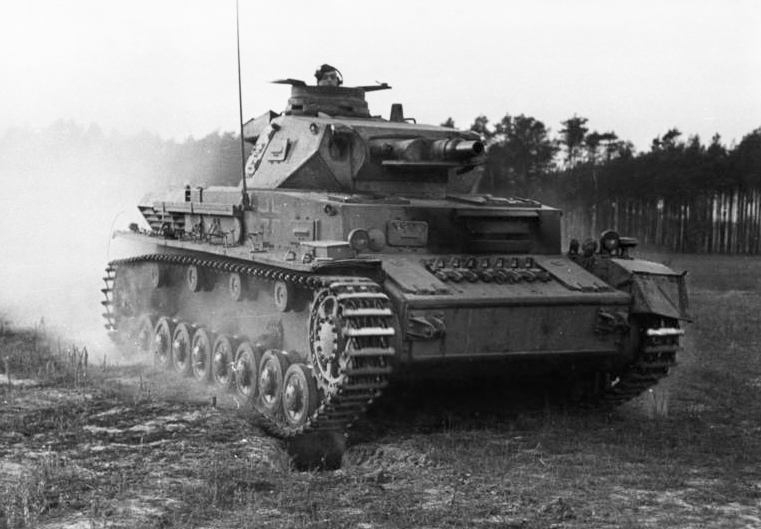
تانک متوسط پانزر IV آلمانی طراحی قابل انطباق نشان داد که به تدریج در طول جنگ جهانی دوم با زره‌های اضافی و اسلحه‌های بهتر ارتقا یافت.

تانک‌های متوسطی وجود داشتند که بر قابلیت‌های ضد پیاده‌نظام متمرکز بودند (مانند جنگ جهانی دوم: اسلحه اولیه پانزر IV با لوله کوتاه و اسلحه اولیه ۷۵ میلی‌متری Cruiser ام۴ شرمن) و تانک‌های متوسط که بیشتر بر روی نقش ضد تانک متمرکز بودند و اسلحه‌های تانک با سرعت بالا را نصب می‌کردند. تانک‌های سواره نظام فرانسوی (Chars de Cavalerie) مانند SOMUA S35 علاوه بر قدرت و حفاظت از طرح‌های دیگر، بر سرعت نیز تمرکز داشتند. آنها شبیه به آنچه که کشورهای دیگر تانک‌های متوسط می‌نامیدند بودند.
زمانی که طراحان تانک شوروی در حال آماده‌سازی جانشینی برای سری تانک بی‌تی بودند، تحرک عالی آن را با زره‌های ضخیم و شیب دار و زره‌های بی‌سابقه ترکیب کردند. قدرت آتش تفنگ ۷۶٫۲ میلی‌متری با سرعت بالا نتیجه تانک متوسط تی-۳۴ بود که توانایی‌های فوق‌العاده آن ورماخت آلمان را در هنگام حمله به اتحاد جماهیر شوروی شوکه کرد. درس‌های بلیتزکریگ که ابتدا توسط آلمانی‌ها به کار گرفته شد و در نهایت توسط سایر کشورها پذیرفته شد، بهترین تجلی خود را در تشکیل تانک‌های متوسط و پیاده‌نظام موتوری با پشتیبانی متقابل یافت. دیدگاه سنتی نقش تانک پیاده‌نظام و سواره نظام منسوخ شد.

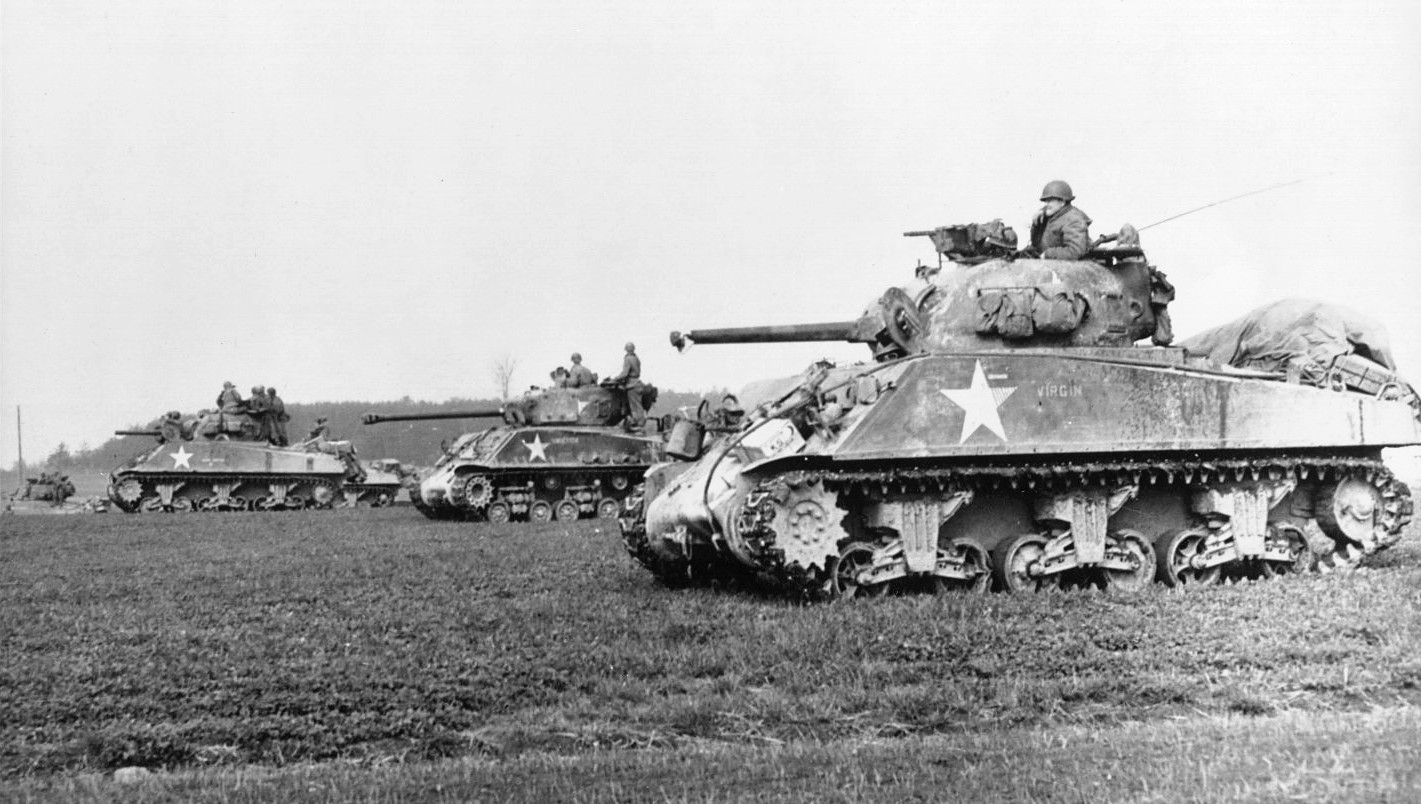
تانک متوسط شرمن از جنگ جهانی دوم، اسب کار نیروهای زرهی ایالات متحده

هم اتحاد جماهیر شوروی و هم ایالات متحده از ظرفیت صنعتی خود برای تولید یک تانک متوسط متعادل در تعداد بسیار زیاد سود بردند - حدود ۵۷۰۰۰ تی-۳۴ و ۴۹۲۳۴ عدد ام۴ شرمن در طول جنگ ساخته شد.

### جنگ سرد
در طول جنگ جهانی دوم و پس از آن، نقش تانک‌های سبک به تدریج توسط خودروهای زرهی ارزان‌تر و خودروهای شناسایی تخصصی انجام شد. تانک‌های سنگین که محدودیت‌های خود را در نبرد نشان دادند، یک مسابقه تسلیحاتی محدود پس از جنگ با طراحی‌های مسلحانه و زرهی به‌تدریج بیشتر را تجربه کردند. با ظهور سلاح‌های پیشرفته‌تر موشکی ضد تانک، که تانک‌های سنگین آسیب‌پذیری بالایی در برابر آن‌ها نشان داده بودند، این سلاح‌ها نیز در نهایت حذف شدند.
با پیشرفت تکنولوژی، جنبه‌هایی مانند تحرک، زره و تسلیحات، تانک متوسط را تحت فشار قرار داد تا هسته توانایی رزم زرهی یک کشور را تشکیل دهد و در نهایت در تانک اصلی نبرد ادغام شود. اسلحه‌های خودکششی ساده‌تر و مقرون به صرفه تر، و بعدها موشک‌های هدایت شونده ضد تانک، برخی از نقش‌های پشتیبانی آتش و ضد تانک را ایفا کردند، بنابراین رویکرد تاکتیکی نحوه استفاده از تانک‌ها را تغییر داد.
در دهه ۱۹۹۰، تانک‌های متوسط همچنان استفاده می‌شدند، مانند تانک‌های متوسط کانادایی در کوزوو در سال ۱۹۹۹ که برای جاده‌های ضعیف و زمین نرم بسیار مناسب‌تر از ماشین‌های زرهی فرانسوی در آنجا بودند، اما هنوز هم می‌توانستند در خیابان‌های باریک و روی پل‌های سبک‌تر بیشتر از تانک‌های بسیار سنگین تر آمریکایی M1 Abrams. حرکت کنند.

## نقش
نقش تانک‌های متوسط با اولویت بندی سرعت شروع شد. تانک‌های متوسط می‌توانستند سریع‌تر حرکت کنند، اما برای عبور از سنگرها به کمک نیاز داشتند، جایی که تانک‌های سنگین به اندازه‌ای بزرگ بودند که بدون کمک از آن عبور کنند. در استفاده بریتانیایی، این تانک به کلاس تانک کروزر تبدیل شد، در حالی که سایر دکترین‌های تانک در اطراف تانک متوسط شکل گرفتند که پیشروی اصلی را داشتند.
در این استفاده بعدی، تانک‌های متوسط نشان‌دهنده هدف طراح برای ایجاد تعادل موفق بین قدرت آتش، تحرک و حفاظت است. هدف تانک‌های متوسط این است که برای انواع مختلف نقش‌ها مناسب باشند، با اتکای کمتری به انواع دیگر تانک‌ها در طول عملیات عادی.